# Sofka Zinovieff
Sofka Zinovieff (* 10. November 1961 in London) ist eine britische Journalistin und Autorin.

## Leben
Sofka Zinovieffs Großeltern väterlicherseits emigrierten nach 1917 aus Russland. Sie wuchs in London auf, ihr Vater Peter Zinovieff (1933–2021) versorgte die  Londoner Musikszene mit neuartigen elektronischen Instrumenten und gründete die Electronic Music Studios. Sie studierte  Sozial-Anthropologie an der Universität Cambridge, wo sie 1989 promoviert wurde. Sie ist verheiratet und lebt mit Mann und Kindern in Griechenland. 
Zinovieff schreibt Beiträge für die englische Qualitätspresse und Literaturkritiken für das Times Literary Supplement (TLS). Sie hat drei Romane veröffentlicht, in denen sie aus ihren Familiengeschichten schöpft. 2007 veröffentlichte sie die Biografie ihrer Großmutter, der kommunistischen Prinzessin Sofka Skipwith.

## Werke (Auswahl)
- Athen, Paradiesstraße.  Aus dem Engl. von Eva Bonné. München : Dt. Taschenbuch-Verl., 2013 (The house on Paradise Street, 2012)
- Die rote Prinzessin. Aus dem Engl. von Aurelia Batlogg. Wien : Deuticke, 2008 (Red Princess. The Revolutionary Life, Love Affairs, and Adventures of Princess Sophy, 2007, 2009)
- Eurydice Street : a place in Athens. London : Granta Books, 2004
- The history of emigration from Greece. Broschüre als Lektüre für Jugendliche (32 S.) . New York : Franklin Watts, 1997
- Dealing in identities : insiders and outsiders in a Greek town. Diss. Univ. Cambridge 1989